# Ondrušky
Ondrušky (deutsch Ondruschka) ist ein Ortsteil der Gemeinde Březí in Tschechien. Er liegt sieben Kilometer nördlich von Velká Bíteš und gehört zum Okres Žďár nad Sázavou.

## Geographie

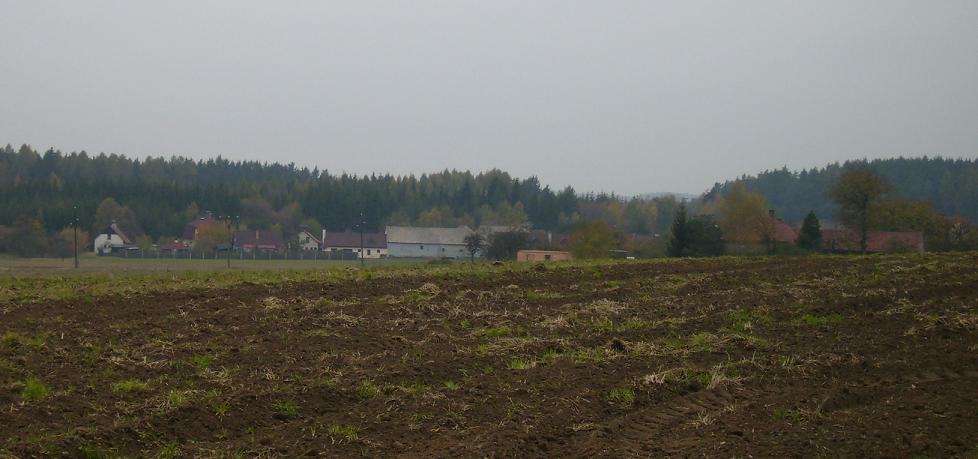
Ortsansicht von Ondrušky

Ondrušky befindet sich in der zur Böhmisch-Mährischen Höhe gehörigen Křižanovská vrchovina (Krischanauer Bergland) am Nordrand des Waldes Ochoz in der Quellmulde eines Zuflusses zum Bílý potok. Nördlich erhebt sich der Malý kamenný vrch (592 m), im Osten die Horja (551 m) und nordwestlich die Svatá hora (679 m).
Nachbarorte sind Heřmanov und Milešín im Norden, Rozseč und Borovník im Nordosten, Březí im Osten, Březské im Südosten, Osová und Osová Bítýška im Süden, Tři Dvory und Ruda im Südwesten, Skřinářov im Westen sowie Kadolec und Rohy im Nordwesten.

## Geschichte
Am östlichen Fuße der Svatá hora an der Stelle des heutigen Jagdhauses Rohy befand sich das Dorf Rohy. Es wurde vermutlich in der ersten Hälfte des 14. Jahrhunderts angelegt. Nachfolgend gehörte das Dorf wahrscheinlich zu den Besitzungen der Vladiken Bohuněk von Rohy und dessen Bruders Ješek Rohovec. Im Jahre 1406 besaßen Ješek und Olga von Rohov die Güter. Die Feste und das Dorf erloschen vermutlich während der Hussitenkriege, möglicherweise auch schon früher.
Zwischen 1560 und 1590 ließ die Herrschaft Ossow den Ort Nové Rohy als Ersatz für das von seinem Bewohnern verlassene Dorf Rohy anlegen. Das neue Dorf erhielt wahrscheinlich zum Ende des 17. Jahrhunderts den Namen Ondruschka. Zum Ende des Dreißigjährigen Krieges bestand Ondruschka aus drei Wirtschaften. Das Dorf war zunächst nach Osová Bítýška gepfarrt und wurde im Jahre 1788 zu Březí umgepfarrt.
Nach der Aufhebung der Patrimonialherrschaften bildete Ondruška ab 1850 einen Ortsteil der Gemeinde Březí in der Bezirkshauptmannschaft Velké Meziříčí. Zum Ende des 19. Jahrhunderts setzte sich der Ortsname Ondrušky durch. Im Jahre 1921 hatte Ondrušky 69 Einwohner.
1948 wurde das Dorf dem Okres Velká Bíteš zugeordnet. Nach dessen Auflösung kam Ondrušky mit Beginn des Jahres 1961 zum Okres Žďár nad Sázavou. Zu dieser Zeit war das Dorf noch von 54 Menschen bewohnt. Im Jahre 2001 waren von den 20 Häusern von Ondrušky sieben ständig bewohnt und der Ort hatte 15 Einwohner. 1991 hatte der Ort 262 Einwohner. Im Jahre 2001 bestand das Dorf aus 80 Wohnhäusern, in denen 278 Menschen lebten.

## Sehenswürdigkeiten
- Kapelle der Jungfrau Maria, geweiht 1931. Zuvor bestand eine Kapelle an einem anderen Standort. 1988 wurde die Rekonstruktion der Kapelle abgeschlossen.
- Reste der Feste Rohy aus dem 14. Jahrhundert, am Wegekreuz zur Straße zwischen Skřinářov und Heřmanov